# 前209年9月7日日食
前209年9月7日日食是一次環食帶起於印度洋阿拉伯海，行經印度半島、泰國南部、婆羅洲、澳洲等地，最終結束於太平洋紐西蘭西方海面的日環食。

## 文獻記錄
中國史書《漢書·楚元王傳》、《說苑·辨物》記載，秦朝秦二世即位之初，曾出現「日月薄食」的天文景象，經後人推算，西元前209年9月7日，曾發生一次日環食，秦朝國都咸陽可見食分0.29（一說食分0.22）。

## 基本參數
- 類型：環食

- 沙羅周期序號：70
- 日期：前209年9月7日（儒略曆）
- 時間：7時00分00秒 (UTC)
- 地點：南緯4.9°，東經121.3°
- 食分：0.9797
- 太陽高度：76°
- 月球本影路經寬度：70公里（46英里）
- 全食持續時間：2分5秒

### 注腳
1. ↑  . NASA.   [2009-08-11]. （原始内容存档于2015-04-25） （英语）.
2. ↑  劉次沅等編，《中國歷史日食典》，世界圖書出版公司，第70頁。

| \| \| 日食 \|                          |                              |                                           |
| 上一次日食： 前209年3月13日 （日環食） | 前209年9月7日日食 （日環食） | 下一次日食： 前208年3月3日日食 （日全食） |
| 上一次日環食： 前209年3月13日日食      | 前209年9月7日日食 （日環食） | 下一次日環食： 前208年8月27日日食         |
|                                        | 日食                         |                                           |